# Assassin's Creed Chronicles
Assassin's Creed Chronicles è una trilogia di videogiochi appartenenti alla serie Assassin’s Creed, sviluppata da Climax Studios e pubblicata da Ubisoft. 
La trilogia è uno spin-off della serie originale e ciascun capitolo, oltre ad essere ambientato in epoche e luoghi diversi, presenta tre protagonisti distinti. Il gameplay è quello di un platform a scorrimento con un innovativo design in 2.5D, basato sulle pitture tradizionali.
Il primo capitolo ad essere pubblicato è stato Assassin's Creed Chronicles: China, uscito il 21 aprile 2015 per PlayStation 4, Xbox One e Windows; il secondo è Assassin's Creed Chronicles: India, uscito il 12 gennaio 2016, mentre il terzo è Assassin's Creed Chronicles: Russia, uscito il 9 febbraio 2016. Il 5 aprile 2016 è stata resa disponibile anche una versione che comprende tutti i capitoli per PlayStation Vita.

## Trama

### Chronicles: China
(Shao Jun prima di uccidere un suo bersaglio)
Il primo capitolo della trilogia è ambientato nel 1526, durante la dinastia Ming, e la protagonista è l'Assassina cinese Shao Jun, già comparsa nel cortometraggio animato Assassin's Creed: Embers. Dopo essere stata addestrata dal leggendario Maestro Assassino Ezio Auditore da Firenze, Shao Jun decide di ritornare nella sua terra natale per compiere la sua vendetta contro le Otto Tigri, un gruppo templare che aveva eliminato l'intera Confraternita cinese lasciando lei ed il suo mentore Wang Yangming come unici superstiti.Wang, tuttavia, è stato ucciso all'arrivo a Venezia da alcune spie templari.
La sua avventura la conduce in alcuni dei più celebri luoghi della Cina, come le grotte di Maijishan, il porto di Macao, la Città Proibita e la Grande Muraglia. Grazie alle sue grandi capacità acrobatiche e d'infiltrazione l'Assassina cinese uccide un nemico alla volta fino ad arrivare ad assassinare il suo obbiettivo principale, Zhang Yong, il temibile capo delle Tigri, riuscendo anche a fermare l'avanzata Mongola, che cerca di penetrare all'interno della Cina distruggendo la Grande Muraglia.
Dopo aver completato le tre avventure e trovato tutti i sedici codici (sparsi per le mappe del gioco) il giocatore potrà visualizzare un filmato post-crediti in cui si può vedere che Shao Jun è diventata nuovo mentore della Confraternita degli Assassini cinese e che l'ha ricostruita estendendo i suoi adepti anche tra briganti e studiosi, facendo di loro apprendisti dell'Ordine. 

### Chronicles: India
(Arbaaz Mir prima di infiltrarsi nelle guarnigioni inglesi in Afganistan)
Il secondo capitolo della trilogia è ambientato nel 1841, nel pieno delle tensioni crescenti tra il dominio Sikh e la Compagnia delle Indie Orientali. Il protagonista è Arbaaz Mir, personaggio principale anche del fumetto Assassin's Creed: Brahman. Lo scopo di Arbaaz Mir è quello di recuperare un artefatto dell'Ordine degli Assassini, il celebre diamante Koh-i-Noor, e di uccidere il Gran Maestro templare che se ne era illecitamente appropriato, in modo da proteggere i suoi amici e la sua amata principessa Pyara Kaur. Il protagonista dovrà agire in fretta per assicurare alla Confraternita il possesso del diamante, rubando al tempo stesso una misteriosa scatola appartenuta agli Assassini e svelando i piani dei Templari.
Arbaaz scopre dal suo mentore e compagno d'avventure Hamid che William Sleeman ha preso in ostaggio la principessa Pyara Kaur, per costringere Arbaaz a consegnargli il diamante, ma l'Assassino sventa i piani di Sleeman, schivando un proiettile della sua pistola e facendo crollare il tempio addosso a Sleeman, salvando Pyara, riuscendo anche a recuperare il diamante Koh-i-Noor, vendendolo ad un cercatore e collezionista - come si evige dal filmato post-crediti.
Arbaaz e Pyara sono i genitori di Henry Green, uno dei personaggi principali di Assassin's Creed: Syndicate.

### Chronicles: Russia
(Nikolai Orelov (Kolia) all'inizio della prima sequenza)
Il terzo capitolo della trilogia è ambientato nel 1918, nel periodo appena successivo alla Rivoluzione d'ottobre. Il protagonista è l'Assassino russo Nikolai Orelov, personaggio principale anche dei fumetti Assassin’s Creed: The Fall  e Assassin’s Creed: The Chain. Nikolai Orelov, ormai demotivato e desideroso di fuggire dalla Confraternita per vivere in tranquillità con la propria famiglia, accetta di compiere un'ultima missione per l'Ordine degli Assassini: infiltrarsi in una casa dove la famiglia dello Zar, Nicola II, è tenuta reclusa dai Bolscevichi e rubare un artefatto che è da secoli oggetto di lotta tra Assassini e Templari. Durante il suo cammino, si ritrova coinvolto nella congiura dei templari contro lo Zar Nicola II ed il massacro dei suoi figli da parte della Čeka, la polizia segreta bolscevica, ma riesce a salvare la principessa Anastasia, che rivela poteri misteriosi e sorprendenti entrando in contatto col Dente dell'Eden: manufatto dei precursori risalente alla Prima Civilizzazione, appartenuto a Shao Jun. Nikolai Orelov, costretto a scappare dai Templari per proteggere l'artefatto, decide di portare con sé anche Anastasia, con la quale è possibile giocare alcune sezioni dell'avventura. 
Nel corso della fuga il protagonista sarà costretto a compiere una scelta difficile: se proteggere la vita innocente della principessa ed entrare nel mirino di Templari e Assassini o sporcarsi le mani per un bene superiore e sacrificare la ragazza per riportare l'ordine.
Il filmato post-crediti di questo capitolo si ambienta nel presente, nei laboratori dell'Abstergo Industries. Gli scienziati Templari stanno mettendo in atto il loro piano per realizzare il Progetto Phoenix, che viene approfondito in un appunto dedicato tutto a sé in Assassin's Creed: Syndicate.

## Modalità di gioco

### Generale
Secondo il direttore della gestione dei contenuti della serie, Aymar Azaizia, Assassin's Creed Chronicles è stato ispirato al genere metroidvania.
I tre giochi presentano una visuale in 2.5D, sono cioè avventure a scorrimento laterale ma con grafiche tridimensionali, un aspetto che li differenzia da tutti gli altri capitoli della saga di Assassin’s Creed. Tuttavia, contengono numerosi elementi già noti della serie come il parkour, i salti della fede (Leap of Faith), le uccisioni, l'uso dell'azione furtiva (stealth), la visuale dell'“occhio dell'aquila” e gli enigmi da risolvere in stile Metroid.
Lo scopo del giocatore è quello di controllare il protagonista e fargli esplorare l'ambiente progredendo attraverso la storia. Spesso è necessario ripercorrere più volte lo stesso livello per completare tutti gli obiettivi principali e secondari. Tutti i livelli contengono segreti che ampliano la storia e offrono contenuti extra.
Durante le missioni i nemici possono essere evitati, nascondendosi nelle ombre e arrampicandosi nelle aree sottolineate da un colore più acceso, oppure eliminati, nascondendo i loro corpi così che nessuno li possa notare.  I tre personaggi hanno stili differenti: in Cina, Shao Jun, è rapida e conosce i precetti del wushu per cui elimina gli avversari con molta destrezza sia in scontri armati che a mani nude; in India, l'assassino Arbazz Mir compie movimenti più lenti ma è migliore nei combattimenti corpo a corpo; mentre in Russia, Nikolaï Orelov usa una spingarda, un'arma da fuoco da lunga distanza.
Ciascun gioco di questa trilogia contiene uno stile grafico peculiare: per Chronicles: China, il tratto cupo e i toni tendenti al rosso sono stati ripresi dagli acquarelli cinesi del XVI secolo; in Chronicles: India, gli scenari in stile fumetto contengono invece colori tenui orientati al verde, al giallo e all'arancione, ispirati ai murales e ai tipici dipinti indiani; infine in Chronicles: Russia, la cui storia si svolge nel XX secolo, lo stile riprende le foto granulose della classica propaganda comunista dell’epoca con gradazioni di rosso e grigio a colori dominanti.

### Chronicles: China
Assassin's Creed: China essendo un gioco in 2.5D, è prevalentemente bidimensionale ma è possibile utilizzare la terza dimensione per cambi di profondità o spostamenti improvvisi della visuale. Per via di questa netta trasformazione il gameplay è stato totalmente rivoluzionato. È stata infatti abbandonata la formula action-adventure con la visuale in terza persona degli Assassin’s Creed originali, preferendo uno stile orientato allo stealth e al platform, simile a Mark of the Ninja. Il gioco presenta guardie con una visuale conica ben definita, zone di oscurità dove nascondersi, rampini che permettono di arrampicarsi e pareti scalabili, possibilità di compiere uccisioni silenziose di vario tipo e da varie posizioni, gadget utili per distrarre i nemici e persino un punteggio variabile in base alle prestazioni e allo stile di gioco adottato.
La difficoltà è ben calibrata progredendo nel gioco ed aumenta sensibilmente nei livelli finali, in cui gli sviluppatori hanno inserito una struttura della campagna più complessa con quest diversificate e nemici dotati di abilità specifiche, come scudi o udito sopraffino, che portano il giocatore a sfruttare al meglio le capacità della protagonista e gli oggetti a sua disposizione.
Inoltre, Shao Jun può utilizzare un’ampia gamma di armi ed un equipaggiamento letale, tra cui un’affilata spada Jian, una lama artigliata, dei pugnali da lancio, delle bombe diversive e il dardo da corda di sua invenzione.

### Chronicles: India
Assassin’s Chronicles: India presenta un sistema di controllo pressoché identico a quello di Assassin’s Chronicles: China con la visuale di gioco in 2.5D, in cui gli sviluppatori hanno gestito le possibilità di movimento proprio attorno a questa particolare gestione della telecamera. Grazie alla mezza dimensione in più, sono state inserite varie superfici scalabili, nascondigli in profondità, e numerose sezioni platform. In particolar modo, in Chronicles: India ancora meglio del titolo precedente, fa un uso brillante della prospettiva, grazie a delle location avanzate ricche di piattaforme mobili e di muri instabili.
Come negli altri capitoli della trilogia, le meccaniche presentano le tipiche scalate rapide, i combattimenti che girano attorno a due tasti, le uccisioni silenziose e l’uso dei numerosi gadget disponibili.
Inoltre, Arbaaz Mir è in grado di utilizzare, oltre alle solite bombe fumogene, il rampino e le bombette rumorose per distrarre le guardie, anche nuove armi, come la devastante spada curva talwar e il chakram, un'arma da lancio di forma circolare che permette di sfruttare al meglio l'ambiente circostante. È dotato anche di abilità più letali, come la doppia uccisione e il colpo helix.

### Chronicles: Russia
Assassin’s Chronicles: Russia pur mantenendo la caratteristica peculiare della trilogia, ovvero la visuale 2.5D, presenta un sistema nettamente più complesso rispetto ai due capitoli precedenti, come ad esempio i cavi elettrici da disattivare all'entrata di alcune aperture, le piattaforme che si possono muovere tramite il rampino meccanico, ma soprattutto il personaggio di Anastasia, che diventa giocabile in alcune sezioni dell’avventura. La giovane figlia dello zar è infatti per qualche misteriosa ragione dotata dei poteri Helix che comportano un cambiamento nello stile di gioco: mentre Nikolai avanza attraverso mappe complesse grazie ad armi da fuoco, diversivi vari, spostamenti articolati ed uccisioni, Anastasia riesce a fondersi con l'ambiente e a teletrasportarsi di nascondiglio in nascondiglio, evitando così con agilità i pericoli che le si presentano davanti.
Inoltre una delle più grandi innovazioni di questo gioco sono le armi e l’equipaggiamento di Nikolai.

## Sviluppo
Il primo capitolo della trilogia Chronicles: China è stato annunciato nel settembre 2014 come contenuto addizionale di Assassin’s Creed Unity.  Il 31 marzo 2015 la Ubisoft svela che China era parte di una trilogia assieme ai due capitoli successivi Chronicles: India e Chronicles: Russia che sarebbero stati pubblicati in seguito.
Chronicles: China, che è stato distribuito il 21 aprile del 2015 nel Nord America e il 22 aprile nel resto del mondo, per Xbox One, PlayStation 4 e Microsoft Windows, è stato anche il primo gioco della serie ad utilizzare il motore grafico Unreal Engine 3 sviluppato da Epic Games.
L'8 dicembre 2015 la Ubisoft dichiarò che Chronicles: India sarebbe stato reso disponibile il 12 gennaio 2016 mentre Chronicles: Russia sarebbe stato pubblicato il 9 febbraio 2016 assieme ad una versione completa della trilogia, chiamata Assassin's Creed Chronicles Trilogy Pack. Dal 5 aprile 2016 è stata poi anche resa disponibile una versione della Trilogy Pack per PlayStation Vita.

## Accoglienza
| Gioco              | Metacritic                             |
| ------------------ | -------------------------------------- |
| Chronicles: China  | (PS4) 69/100 (PC) 67/100 (XONE) 67/100 |
| Chronicles: India  | (PS4) 63/100 (XONE) 64/100             |
| Chronicles: Russia | (PS4) 60/100 (XONE) 62/100             |